# NGC 15
NGC 15 è una galassia a spirale nella costellazione di Pegaso. Fu scoperta da Albert Marth il 30 ottobre 1864